# Cursus (letteratura)
Il cursus è un accorgimento retorico, utilizzato in prosa, che ha lo scopo di conferire un particolare ritmo alla parte desinenziale di una frase e di conseguenza una maggiore efficacia comunicativa.

## Tipologie di cursus
- Cursus planus: si usa preferibilmente all'interno del periodo ed è dato quando in fine di frase si pongono due parole accentate sulla penultima sillaba (parola piana + parola piana).
- Cursus velox: è dato quando le ultime due parole sono accentate rispettivamente sulla terzultima e sulla penultima sillaba (parola sdrucciola + parola piana).
- Cursus tardus: è l'inverso del cursus velox, è dato da parola accentata sulla penultima seguita da parola accentata sulla terzultima sillaba (parola piana + parola sdrucciola).